# Strophius didacticus
Strophius didacticus là một loài nhện trong họ Thomisidae.
Loài này thuộc chi Strophius. Strophius didacticus được Cândido Firmino de Mello-Leitão miêu tả năm 1917.